# Elymus ebingeri
Elymus ebingeri là một loài thực vật có hoa trong họ Hòa thảo. Loài này được G.C.Tucker mô tả khoa học đầu tiên năm 1996.